# 월드컵북로
월드컵북로(Worldcupbuk-ro)는 서울특별시 마포구 서교동 홍대입구역사거리에서 경기도 고양시 덕양구 덕은동을 잇는 도로이다.

## 주요 경유지
서울특별시
- 마포구 (동교동, 서교동, 연남동, 성산동, 중동, 상암동)

경기도
- 고양시 덕양구 (덕은동)

## 주요 건물 및 시설
- 서울중동초등학교 (서울특별시 마포구 월드컵북로 152)
- 서울성산2동우체국 (서울특별시 마포구 월드컵북로 227)
- 성산119안전센터 (서울특별시 마포구 월드컵북로 240)
- 롯데하이마트 상암월드컵점 (서울특별시 마포구 월드컵북로 295)
- 현대자동차 상암DMC지점 (서울특별시 마포구 월드컵북로 328)
- 상암동우편취급국 (서울특별시 마포구 월드컵북로 352)
- 서울상암초등학교 (서울특별시 마포구 월드컵북로 353)
- 서서울농협 상암지점 (서울특별시 마포구 월드컵북로 356)
- 한솔교육 본사 (서울특별시 마포구 월드컵북로 361)
- DMC홍보관 (서울특별시 마포구 월드컵북로 366)
- 누리꿈스퀘어 (서울특별시 마포구 월드컵북로 396)
- 서울산업진흥원 (서울특별시 마포구 월드컵북로 400)
- LG유플러스 상암사옥 (서울특별시 마포구 월드컵북로 416)
- 상암고등학교 (서울특별시 마포구 월드컵북로 445)
- 서울하늘초등학교 (서울특별시 마포구 월드컵북로 502-14)